# Belang Malum
Belang Malum is een bestuurslaag in het regentschap Dairi van de provincie Noord-Sumatra, Indonesië. Belang Malum telt 2132 inwoners (volkstelling 2010).